# Пеуліш (Арад)
Пеуліш (рум. Păuliș) — село у повіті Арад в Румунії. Адміністративний центр комуни Пеуліш.
Село розташоване на відстані 398 км на північний захід від Бухареста, 22 км на схід від Арада, 48 км на північний схід від Тімішоари.

## Населення
За даними перепису населення 2002 року у селі проживали 1778 осіб.
Національний склад населення села:
| Національність | Кількість осіб | Відсоток |
| -------------- | -------------- | -------- |
| румуни         | 1608           | 90,4%    |
| угорці         | 107            | 6,0%     |
| німці          | 53             | 3,0%     |

Рідною мовою назвали:
| Мова      | Кількість осіб | Відсоток |
| --------- | -------------- | -------- |
| румунська | 1622           | 91,2%    |
| угорська  | 99             | 5,6%     |
| німецька  | 50             | 2,8%     |